# Проводниковая анестезия
Проводниковая анестезия — обратимая блокада передачи нервного импульса по крупному нервному стволу (нерв, сплетение, узел) введением раствора местного анестетика в параневральное пространство. Этот прием можно использовать как средство диагностики невралгии. Необратимая блокада проведения нервного импульса возникает при повреждении нерва.

## История
В 1884 году хирург Уильям Холстед использовал открытый в 1860 году Альбертом Нейманном кокаин для блокады плечевого сплетения, полового и большеберцового нервов, а также внутрикожной инфильтрационной анестезии.
- В 1903 году Эрнестом Фурно был синтезирован амилокаин (стоваин).
- В 1905 году синтезирован и клинически опробирован прокаин (новокаин) (Альфред Эйнхорн).
- В 1930г — дибукаин
- В 1932г — тетракаин
- В 1947г — лидокаин
- В 1955г — хлоропрокаин
- В 1957г — мепивакаин
- В 1960г — прилокаин
- В 1963г — бупивакаин
- В 1972г — этидокаин
- В 1985г — ропивакаин (был зарегистрирован в 1996 году компанией Astra Zeneca[1]).

## Клиническое применение
Проводниковая блокада используется как компонент современной анестезии, например, при травматологических операциях, либо как терапевтическое средство у пациентов с хроническим болевым синдромом (ишиас, невралгия тройничного нерва, грыжа межпозвонкового диска и прочее).

## Методики
Временная блокада достигается введением раствора содержащего местный анестетик рядом с нервным волокном. В качестве дополнительных компонентов (адъювантов) могут быть использованы адреналин, стероидные препараты или опиоиды (морфин, фентанил). Адреналин приводит к спазму регионарного сосудистого русла, что замедляет абсорбцию местного анестетика и удлиняет клинический эффект блокады. Стероиды — это один из важнейших противовоспалительных препаратов, а опиоиды обладают анальгетическими свойствами. Блокировать нерв можно однократным введением раствора местного анестетика или установкой стерильного катетера для продленной анестезии.
На верхней конечности, в зависимости от предстоящей операции, выбирают одну из нескольких методик:
- Блокада плечевого сплетения межлестничным доступом
- Блокада плечевого сплетения надключичным доступом
- Блокада плечевого сплетения нижнеключичным доступом
- Блокада плечевого сплетения подмышечным доступом
- Блокада терминальных нервов на протяжении

На нижней конечности, также в зависимости от предстоящего вмешательства, используют:
- Блокаду бедренного нерва
- Блокаду седалищного нерва
- Блокаду запирательного нерва
- Блокаду латерального кожного нерва бедра
- Блокаду терминальных ветвей на протяжении

Методика терапевтического нейролизиса идентична методике обратимой блокады нерва, но предполагает разрушение нервной ткани введением препаратов, содержащих фенол или спирт, криоанальгезией или радиочастотной аблацией.
Проводниковая блокада это процедура проводимая в стерильных условиях любого медицинского стационара. В современных условиях в зависимости от оборудования клиники поиск нерва осуществляется с использованием нейростимулятора или под ультразвуковым контролем.

## Осложнения
Проводниковая анестезия, как и любая другая медицинская манипуляция, не лишена риска осложнений. В зависимости от типа выполняемой процедуры и локализации нервного ствола осложнения могут включать:
- Ранение соседних кровеносных сосудов
- Пневмоторакс
- Ранение нерва
- Разрыв грудного лимфатического протока
- Инфицирование места пункции
- Токсическое действие местного анестетика
- Аллергические реакции на местные анестетики и адъюванты